# 北本 (北本市)
北本（きたもと）は、埼玉県北本市の町名。現行行政地名は北本一丁目から北本四丁目。郵便番号は364-0006。

## 地理
北本市の中央やや北寄りの、高崎線より東側、国道17号より西側に位置する。本宿、宮内、東間、中央に隣接する。また北本4丁目の交差点の対角線上は山中である。北本駅および東口ロータリーが置かれている。大字東間、大字北本宿、大字山中などのうち北本駅周辺を地番整理し、成立した。

## 歴史
- 1975年（昭和50年）2月1日 - 地名地番整理により大字北本宿、宮内、東間、山中、古市場の各一部より北本一丁目〜四丁目が成立する[4]。

### 地名の由来
町名の由来は自治体名と同一で旧地名「北本宿」の通称から。

## 世帯数と人口
2017年（平成29年）3月31日現在の世帯数と人口は以下の通りである。
| 丁目       | 世帯数    | 人口    |
| ---------- | --------- | ------- |
| 北本一丁目 | 176世帯   | 356人   |
| 北本二丁目 | 332世帯   | 723人   |
| 北本三丁目 | 327世帯   | 777人   |
| 北本四丁目 | 484世帯   | 1,038人 |
| 計         | 1,319世帯 | 2,894人 |

## 小・中学校の学区
市立小・中学校に通う場合、学区（校区）は以下の通りとなる。
| 丁目       | 番地 | 小学校             | 中学校             |
| ---------- | ---- | ------------------ | ------------------ |
| 北本一丁目 | 全域 | 北本市立中丸小学校 | 北本市立宮内中学校 |
| 北本二丁目 | 全域 | 北本市立中丸小学校 | 北本市立宮内中学校 |
| 北本三丁目 | 全域 | 北本市立中丸小学校 | 北本市立宮内中学校 |
| 北本四丁目 | 全域 | 北本市立中丸小学校 | 北本市立宮内中学校 |

## 交通

### 鉄道
- JR東日本高崎線・北本駅

### 道路
- 埼玉県道164号鴻巣桶川さいたま線
- 埼玉県道135号北本停車場線

## 施設
- 埼玉りそな銀行 北本支店
- 埼玉縣信用金庫 北本支店
- JAさいたま北本駅前直売所
- 北本1丁目さくら公園
- 北本2丁目公園
- 北本4丁目公園
- 山王公園